# Стигматы (фильм)
«Стигматы» (англ. Stigmata) — фильм Руперта Вейнрайта, в главных ролях Патрисия Аркетт и Гэбриел Бирн.

## Сюжет
Фильм следит за развитием отношений между Фрэнки (Патрисия Аркетт), атеисткой, работающей парикмахером в Питтсбурге, у которой внезапно возникают настоящие стигматы, и отцом Эндрю Кернаном (Гэбриел Бирн), бывшим учёным-биологом, а ныне священником из Ордена иезуитов, который по заданию Ватикана расследует случаи появления чудес. Кернан вскоре обнаружит, что стигматы перешли на девушку из-за чёток отца Паулу Аламейда, который был отлучён за его исследования утерянного Евангелия, которое, в свою очередь, оспаривало основы католицизма. В этом учении говорилось, что Иисус Христос не хотел построения церквей для поклонения Богу. С Фрэнки начинают происходить припадки, во время которых проявляются черты одержимости. Она также начинает говорить фразы на арамейском языке (языке Иисуса). Отец Эндрю делает запрос этих фраз в Ватикан и узнает, что они являются цитатами утерянного Евангелия, над переводом которого работали трое католических священников, включая отца Паулу Аламейда. Узнав о ходе расследования, начальник отца Эндрю кардинал Даниэль Хаусман пытается скрыть факты и проводит обряд экзорцизма, но его останавливает отец Эндрю.
Фильм основан на тексте Евангелия от Фомы, в частности изречении (81: Иисус сказал: Я — свет, который на всех Я — всё: всё вышло из меня и всё вернулось ко мне. Разруби дерево, я — там; подними камень, и ты найдешь меня там). Ватикан и большинство других христианских церквей объявили Евангелие от Фомы фальшивкой, созданной гностиками.

## В ролях
| Актёр            | Роль                     |
| ---------------- | ------------------------ |
| Патрисия Аркетт  | Фрэнки Пэйдж             |
| Гэбриел Бирн     | отец Эндрю Кернан        |
| Джонатан Прайс   | кардинал Даниэль Хаусман |
| Ниа Лонг         | Донна Чадвей             |
| Томас Копаче     | отец Дарнинг             |
| Раде Шербеджия   | Марион Петрочелли        |
| Энрико Колантони | отец Дарио               |
| Дик Латесса      | отец Джанни Дельмонико   |
| Порша Де Росси   | Дженнифер Келльо         |
| Патрик Малдун    | Стивен                   |